# Kumiko Noma
Kumiko Oguro (小黒久美子 Oguro Kumiko?), su nombre de soltera es Noma (野間 Noma?) (30 augusto 1976), es una cantante japonesa de opera. Ella es conocida entre los fanes de anime por haber cantado "Lilium", que fue la canción de apertura de la serie de anime, Elfen Lied lanzado en 2004, donde fue acreditado con su nombre de soltera de Noma.
En 2005 se inscribió, ahora bajo su nombre de casada Oguro, 74 Concurso de Música de Japón (日本 音楽 コンクール, Nihon Ongaku konkuuru) en Tokio, para las carreras de los jóvenes con talento a la música clásica.
El 27 de agosto, ella pasa la primera ronda de los playoffs con sólo 25 estudiantes son aceptados de 142 inscritos en la canción de la sección. En la segunda ronda, 29 de agosto, ella tocaba el piano con la ópera al aire Konstanze Traurigkeit Mir Zum perder Ward El rapto en el [serrallo de Mozart].Las audiencias, que son públicos, son entonces de la emisora NHK de radio FM. Kumiko Oguro, pero esta vez es reajustado y no será parte de los 12 finalistas. Entre las actuaciones que ella da, participa en conciertos benéficos para establecer en las iglesias de los habitantes de Tokio el cuerpo de Second Harvest Japón lucha contra el hambre, donde cantó adaptaciones para cuatro voces (soprano, alto, tenor, bajo) de melodías clásicas y tradicionales.